# حسين باشا القصير
حسين باشا القصير ‏ ( - 1595 ) سياسي عثماني شغل منصب والي مصر منذ 1573 حتى 1574.